# Kochankowie syreny
Kochankowie syreny – drugi singel Justyny Steczkowskiej promujący album Anima, wydany na początku listopada 2014. Melodię skomponowała Steczkowska, zaś tekst napisała Bela Komoszyńska, wokalistka zespołu Sorry Boys. Utwór nagrano przy udziale Orkiestry Kameralnej Silesian Art Collective, a wyprodukował go członek grupy Skinny Patrini, Michał 'Skinny' Skórka.

## Notowania
- Lista Hop Na Top (szkocja.fm): 3[3]
- TOP 20 PL HITS Małopolskie.TV: 20[4]
- Twoja 30-stka Opatowskiego Ośrodka Kultury: 26[5]
- Złota 30tka Radia Koszalin: 7[potrzebny przypis]

## Teledysk
Obraz wyprodukowany i zrealizowany przez Alana Kępskiego w Studio Bank opublikowano w serwisie YouTube 29 października 2014. Za produkcję generalną odpowiada Monika Kordowicz. Zdjęcia wykonał Maciej Domagalski, scenografię przygotowała Justyna Suwała. Pozostałe osoby pracujące przy teledysku to: Bartosz Stojek (asystent), Janusz Wojtczak (światło), Izumi Yoshida (efekty wizualne), Iwona Łęczycka (stylizacje), Ewa Gil (make up), Marcin Urbański (fryzjer). Obok Justyny Steczkowskiej wystąpił tancerz Gabriel Piotrowski (który zajął 2. miejsce w trzeciej edycji You Can Dance, występujący również w serialu "Miłość na bogato").